# Ludwig Neuhauser
Ludwig Neuhauser (* 23. Juli 1921 in Brandenberg; † 26. Mai 2019 in Kramsach) war ein österreichischer Maler und Restaurator.

## Leben und Werk
Ludwig Neuhauser wurde am 23. Juli 1921 als ältester Sohn einer kinderreichen Bergbauernfamilie (insgesamt 15 Kinder) zu Wildmoos in Aschau, Gemeinde Brandenberg, geboren. Auf Wunsch seines Vaters besuchte er 1939 für ein Jahr die Landwirtschaftliche Lehranstalt in Rotholz. Von 1940 bis 1945 wurde er zum Kriegsdienst in die deutsche Wehrmacht eingezogen. Nach dem Ende des II. Weltkrieges war er für zwei Monate Schüler bei Thomas Riss und besuchte in den folgenden zwei Wintersemestern die Mal- und Zeichenschule Toni Kirchmayr in Innsbruck als Vorbereitung für die Aufnahmeprüfung an der Akademie der bildenden Künste in Wien.
Vom Herbst 1947 bis Sommer 1952 belegte er gemeinsam mit seinem Freund Jakob Anton Bucher aus Hopfgarten ein Studium an der Akademie der bildenden Künste Wien bei Sergius Pauser und Herbert Boeckl. Zusätzlich absolvierte er von 1951 bis 1952 ein Studium für Mischtechnik bei Sergius Pauser. Neuhauser schloss die Ausbildung mit dem Meisterschulpreis, der Silbernen Fügermedaille und dem Begabtenpreis des Bundesministeriums für Unterricht und Kunst ab.
Von 1952 bis 1954 unternahm er Studienfahrten nach Frankreich, Italien, Deutschland und in die Schweiz. Dabei entstanden zahlreiche Porträts in Mischtechnik und viele Kopien alter Meisterwerke. Ludwig Neuhauser entschloss sich 1954 für ein weiteres Studium an der Akademie der bildenden Künste Wien bei Robert Eigenberger als akademischer Restaurator. Mit Abschluss dieser Ausbildung mit Diplom im Jahr 1957 erhielt er nochmals eine Auszeichnung mit dem Meisterschulpreis und dem Begabtenpreis des Bundesministeriums für Unterricht und Kunst.
Von 1957 bis 1986 war er als akademischer Restaurator im Tiroler Landesmuseum Ferdinandeum in Innsbruck tätig. Diese Arbeit übte er mit Enthusiasmus aus, bezeichnete sie aber gleichzeitig als „undankbares Geschäft“, da das Können völlig unsichtbar bleiben muss, nur Fehler und Unzulänglichkeiten treten für den Betrachter störend zutage.
Die Ausbildung zum akademischen Restaurator bei Robert Eigenberger hatte bei Ludwig Neuhauser sehr früh Begeisterung für die niederländische Malerei hervorgerufen. Durch das Kopieren von diesen „Alten Meistern“ finanzierte er nicht nur sein Studium in Wien, sondern vertiefte seine Kenntnisse über die verschiedensten Malpraktiken der flämischen und holländischen Künstler des 16., 17. und 18. Jahrhunderts. Die Beherrschung der alten Techniken in Verbindung mit kunstgeschichtlichem Wissen und künstlerischem Können machten ihn zu einem international angesehenen und gefragten Experten in dieser Sparte. Er hatte regelmäßigen Kontakt zu renommierten Kunsthändlern (Salomon Lilian, Peter de Boer, Johnny van Haeften, Silvano Lodi) und Kunstsammlern (F.C. Butot) in den europäischen Kunstmetropolen.
Während seiner Tätigkeit als akademischer Restaurator am Tiroler Landesmuseum entstanden auch zahlreiche Porträts namhafter Persönlichkeiten aus Wirtschaft, Politik und Kultur aus dem In- und Ausland sowie Bildnisse seiner Familienmitglieder und Freunde sowie von „Originalen“ aus seiner Heimat.
1976 entstand sein erstes Gemälde von Paris. Bis zu diesem Zeitpunkt verwendete er fast ausschließlich die Spachtel – diese Technik hatte er von seinem Lehrer Sergius Pauser übernommen. Die Werke der französischen Impressionisten übten einen großen Eindruck auf den Maler aus und 1981 begann er unter dem Einfluss der Bilder von Camille Pissarro nach der Maltechnik der Impressionisten zu arbeiten. Seine Gemälde sind spontan niedergeschriebene Momentaufnahmen und im Mittelpunkt steht immer die Auswirkung des Lichtes – bestimmt von der jeweiligen Tages- und Jahreszeit sowie der Wettersituation. Ohne Vorzeichnung setzte er die Farbe mit energischen Strichen mit dem Pinsel auf eine mit verschiedenen bunten Farbflecken grundierte Leinwand auf. Um die Farben abzutönen und die Intensität zu mildern, wurden immer neue Strichlagen über die jeweiligen Farbschichten gelegt. Der richtige Tonwert im Farbstrich ersetzte die Zeichnung, die Form wurde aus der Farbe modelliert. 1985 bekam er den Berufstitel Professor verliehen.
Der Eintritt in den Ruhestand 1986 war gleichzeitig der Beginn eines intensiven, eigenschöpferischen Schaffensprozesses. Im vermehrten Maße faszinierten ihn durch das ständige Studium in den internationalen Museen die Gemälde von Paul Cézanne, Vincent van Gogh und Oskar Kokoschka. Die Veränderung seiner Maltechnik brachte auch eine Änderung seines Stils mit sich – seine Handschrift wurde impulsiver und ausdrucksstärker und der Farbduktus wesentlich lockerer und dynamischer auf die Leinwand aufgesetzt. Es entstanden viele Porträt- und zahlreiche Landschafts- und Städtebilder sowie Stillleben in Primamalerei.
1988 wurde ihm die Medaille für besondere Verdienste um das Tiroler Landesmuseum Ferdinandeum verliehen. Ab 1998 widmete er sich auch intensiv der Aquarellmalerei. Das kam auch seinen Ölbildern zugute, denn diese wurden zunehmend freier und farbiger. Am 26. Mai 2019 verstarb er in seiner Wohnsitzgemeinde in Kramsach.

## Werke in öffentlichen Sammlungen (Auswahl)
- Tiroler Landesmuseum Ferdinandeum ,Innsbruck
- Landesregierung Tirol, Galerie des Landtages, Innsbruck
- Stadtarchiv der Stadt Innsbruck
- Landwirtschaftskammer für Tirol, Innsbruck
- Medizinische Universität Innsbruck
- Raiffeisen Landesbank Tirol, Innsbruck
- Spitalskirche Rattenberg (Hl. Notburga/Kopie nach Christoph Anton Mair)
- Filialkirche Aschau, Pfarrkirche Brandenberg
- Gemeindeamt Kramsach, Kramsach
- Gemeindeamt Brandenberg, Brandenberg
- Sparkasse Rattenberg, Rattenberg
- Raiffeisen Bezirksbank Kufstein, Bankstelle Brandenberg

## Ausstellungen und Ausstellungsbeteiligungen (Auswahl)
- 1975: Porträts und Rofanlandschaften / Buchhandlung Armütter/Rattenberg
- 1977: Porträts und Landschaften / Rathaussaal/Kramsach
- 1979: Porträts, Städtebilder / Kunsthandlung Unterberger/Innsbruck
- 1980: „Original, Kopie, Replik, Paraphrase“ / Akademie der Bildenden Künste/Wien
- 1981: Porträts der Bürgermeister und Ehrenringträger der Stadt / Stadtarchiv/Innsbruck
- 1987: Porträts, Städtebilder, Rofanlandschaften / Rathaussaal/Kramsach
- 1989: Porträts, Städtebilder, Rofanlandschaften / Gasthof Sattlerwirt/Ebbs
- 1991: Porträts, Städtebilder, Rofanlandschaften / Rathaussaal/Kramsach
- 1991: Porträts / Kunsthandlung Unterberger/Innsbruck
- 2001: Porträts, Städtebilder, Rofanlandschaften / Galerie Schmidt in Reith/Alpbachtal
- 2007: Aquarelle / Rathaussaal/Kramsach
- 2009: „Eine malerische Reise“ – Präsentation Bildband Städtebilder / Rathaussaal/Kramsach
- 2010: Rofan – Präsentation Bildband / Rathaussaal/Kramsach[14]
- 2011: „Porträts – Brandenberger Originale“ / Aula Volksschule/Brandenberg[15]
- 2012: „Städtebilder“ – Büro der Europaregion Tirol-Südtirol-Trentino/Brüssel[16]
- 2015: „Neuhauser Ludwig“ / Rathaussaal/Kramsach[17]
- 2021: „Neuhauser Ludwig / Ausstellung zum 100. Geburtstag“ / Krapfbauer/Kramsach
- 2022: „Ein Leben für die Kunst“ / Gedenkausstellung Raiffeisen Bezirksbank/Kufstein[18][19]

## Publikationen (Auswahl)
- Porträts und Landschaften. Verlagsanstalt Tyrolia, Innsbruck 1977.
- Porträts, Städtebilder – Rofanlandschaften. Alpina Offset, Innsbruck 1987.
- Porträt, Stillleben, Städtebilder, Landschaften. Alpina Offset, Innsbruck 1991.
- Ludwig Neuhauser. Rauchdruck, Innsbruck 1993.
- Ludwig Neuhauser. Athesiadruck, Bozen 2001.
- Künstlerporträt Ludwig Neuhauser. Athesia-Tyrolia Druck, Innsbruck 2001.
- Aquarelle. Athesiadruck, Bozen 2006.
- Städtebilder. Athesiadruck, Bozen 2009.
- Rofan. Athesiadruck, Bozen 2010.
- Meilensteine. Kramsach 2011.
- Aus dem Atelier. Kramsach 2018.